# Г
Г, Гг (ge) – czwarta litera podstawowej cyrylicy. Pochodzi od greckiej litery Γ. Reprezentuje dźwięk /g/ lub /h/.
Litera Г oznacza spółgłoskę:
- [g] – w językach serbskim, bułgarskim, macedońskim;
- [g], ale również w pewnych połączeniach [v] i w nielicznych wyjątkach [x] – w standardowym języku rosyjskim;
- [ɦ] – w językach białoruskim i ukraińskim, a także w południowych dialektach języka rosyjskiego (w tym w północno-wschodniej Ukrainie).

Dźwięk [g] w języku ukraińskim reprezentuje litera Ґ.
Literę Г zarówno w języku polskim, jak i w oficjalnych systemach transkrypcji oddaje się przez g w przypadku języków bułgarskiego, serbskiego, macedońskiego i rosyjskiego oraz przez h w przypadku języków ukraińskiego i białoruskiego.

## Kodowanie
| Znak                   | Г                           | Г                           | г                         | г                         |
| ---------------------- | --------------------------- | --------------------------- | ------------------------- | ------------------------- |
| Nazwa w Unikodzie      | Cyrillic Capital Letter Ghe | Cyrillic Capital Letter Ghe | Cyrillic Small Letter Ghe | Cyrillic Small Letter Ghe |
| Kodowanie              | dziesiątkowo                | szesnastkowo                | dziesiątkowo              | szesnastkowo              |
| Unicode                | 1043                        | U+0413                      | 1075                      | U+0433                    |
| UTF-8                  | 208 147                     | d0 93                       | 208 179                   | d0 b3                     |
| Odwołania znakowe SGML | &#1043;                     | &#x0413;                    | &#1075;                   | &#x0433;                  |
| Mac Cyrillic           | 131                         | 83                          | 227                       | E3                        |
| ISO 8859-5             | 179                         | B3                          | 211                       | D3                        |
| Windows-1251           | 195                         | C3                          | 227                       | E3                        |
| CP 855                 | 173                         | AD                          | 172                       | AC                        |
| KOI8-R i KOI8-U        | 231                         | E7                          | 199                       | C7                        |

## Wariant niewystępujący w Unikodzie
– litera rozszerzonej cyrylicy. Została stworzona przez M. Kułajewa i umieszczona w projekcie alfabetu jego autorstwa, mającego służyć do zapisu języka baszkirskiego. Jej odpowiednikiem w piśmie arabskim była litera ع‬, w projekcie alfabetu łacińskiego z 1924 r. litera Ĝ, w alfabecie łacińskim z lat 1930–1940 litera Ƣ. Współcześnie wykorzystuje się natomiast literę Ғ.
Według stanu z 2019 r. litera nie miała reprezentacji w Unikodzie.